# Crescent (album)
Crescent är Gackt's femte album.

## Låtlista
1. Dybbuk
2. Mind Forest
3. Tsuki no Uta
4. Kimi ga Matteiru Kara
5. Solitary
6. Hoshi no Suna
7. Lust for Blood
8. White Eyes
9. Kimi ga Oikaketa Yume
10. Last Song
11. Birdcage
12. Orenji no Taiyou